# Värmdö-Evlinge
Värmdö-Evlinge är en ort i Värmdö kommun. Från 2015 ingår bebyggelsen i tätorten Kopparmora.
Evlinge är från början ett sommarstugeområde ifrån 1950-talet med totalt 330 fastigheter.

## Befolkningsutveckling
| Befolkningsutvecklingen i Värmdö-Evlinge 1990–2010                                                                               | Befolkningsutvecklingen i Värmdö-Evlinge 1990–2010 | Befolkningsutvecklingen i Värmdö-Evlinge 1990–2010 | Befolkningsutvecklingen i Värmdö-Evlinge 1990–2010 | Befolkningsutvecklingen i Värmdö-Evlinge 1990–2010 |
| --- | -------------------------------------------------- | -------------------------------------------------- | -------------------------------------------------- | -------------------------------------------------- |
| |                                                    |                                                    |                                                    |                                                    |
| År |                                                    |                                                    | Folkmängd                                          | Areal (ha)                                         |
| 1990 | 1990                                               |                                                    | 253                                                | 119#                                               |
| 1995 | 1995                                               |                                                    | 353                                                | 122                                                |
| 2000 | 2000                                               |                                                    | 438                                                | 124                                                |
| 2005 | 2005                                               |                                                    | 482                                                | 124                                                |
| 2010 | 2010                                               |                                                    | 559                                                | 124                                                |
| Anm.: Ny tätort 1995. Ej tätort 1990 på grund av för hög andel fritidsbebyggelse. Sammanvuxen med Kopparmora 2015. # Som småort. |                                                    |                                                    |                                                    |                                                    |

## Samhället
All mark och allt vatten inom Evlinge tomtområde som inte är privat tomtmark ägs av Värmdö-Evlinge fastighetsägareförening. Ytan uppgår till cirka 1 400 000 m² och innefattar bland annat fotbollsplan, "midsommaräng", sex båthamnar, båtvarv, två badstränder, en badholme samt två andra holmar.